# Woodland (Minnesota)
Pour les articles homonymes, voir Woodland.
Woodland city est une cité du Comté de Hennepin dans le Minnesota. Elle est située près du lac Minnetonka. En 2020, sa population est de 384 habitants.

## Histoire
Woodland city a été fondée en 1882. Woodland a été incorporé en tant que village de Maplewoods en décembre 1948. En 1949, le nom a été changé en Village of Woodland et plus tard changé en City of Woodland.

## Géographie
Selon le Bureau du recensement des États-Unis, la ville a une superficie totale de 0,62 miles carrés (1,61 km2), dont 0,58 miles carrés (1,50 km2) de terre et 0,04 miles carrés (0,10 km2) d'eau.

## Démographie
Selon le recensement de 2020, la population de Woodland city est de 384 habitants.